# Marian Przewłocki
Marian Roman Przewłocki (ur. 15 lutego?/27 lutego 1888 w Kamieńcu Podolskim, zm. 20 grudnia 1966 w Penley) – generał brygady Wojska Polskiego.

## Życiorys
Pochodził ze szlacheckiej rodziny legitymującej się herbem Przestrzał. Był synem Mieczysława, ziemianina, pułkownika armii rosyjskiej, i Pauliny Trzeciakówny. Od 1909 roku, jako oficer,  pełnił zawodową służbę w rosyjskiej kawalerii. W czasie I wojny światowej walczył na froncie niemieckim. W latach 1917–1918 był oficerem sztabu I Korpusu Polskiego w Rosji i szefem sztabu Dywizji Ułanów.
W Wojsku Polskim od 5 grudnia 1918 roku zajmował kolejno stanowiska: szefa sztabu Dowództwa Okręgu Generalnego „Łódź” (9–23 XII 1918), szefa sztabu Inspektoratu Jazdy, szefa sztabu Frontu Wołyńskiego (III 1919 – III 1920), dowódcy Dywizji Jazdy Wojsk Litwy Środkowej (I – IX 1921), dyrektora nauk Centralnej Szkoły Kawalerii w Grudziądzu.
1 listopada 1924 został przydzielony do Wyższej Szkoły Wojennej w Warszawie, w charakterze słuchacza Kursu Doszkolenia. 15 października 1925, po ukończeniu kursu i otrzymaniu dyplomu naukowego oficera Sztabu Generalnego, został przydzielony do dyspozycji Ministra Spraw Wojskowych. 16 grudnia 1925 został przeniesiony do 14 pułku Ułanów Jazłowieckich we Lwowie na stanowisko dowódcy pułku. 14 kwietnia 1927 Prezydent RP mianował go na stanowisko dowódcy 3 Samodzielnej Brygady Kawalerii w Wilnie. 21 grudnia 1932 roku Prezydent RP Ignacy Mościcki mianował go na stopień generała brygady ze starszeństwem z dniem 1 stycznia 1933 roku i 6. lokatą w korpusie generałów. 12 maja 1937 objął dowództwo Kresowej Brygady Kawalerii. W sierpniu 1939 został dowódcą dyspozycyjnej Grupy Operacyjnej Kawalerii Nr 2.
Na tym stanowisku wziął udział w kampanii wrześniowej. W dniach 5–6 września 1939 był dowódcą przedmościa „Wyszogród”, w składzie Armii „Modlin”. Później przebywał w dowództwie Armii „Lublin”. Dostał się do niewoli sowieckiej, z której uciekł i przedostał się na Bliski Wschód do Palestyny, jako jedyny generał Wojska Polskiego. W marcu 1941 znalazł się w Ośrodku Zapasowym Brygady Strzelców Karpackich w Palestynie. W czerwcu 1943 został szefem sztabu Armii Polskiej na Wschodzie. Od czerwca 1944 do marca 1947 był dowódcą Bazy 2 Korpusu.
Po przybyciu 2 Korpusu do Wielkiej Brytanii został zdemobilizowany i osiadł w Londynie. Pracował jako magazynier i portier w firmie Continental Food Supply.
Zmarł w szpitalu w Penley. Został pochowany na cmentarzu w Elmers End.

## Ordery i odznaczenia
- Krzyż Oficerski Orderu Odrodzenia Polski[9]
- Krzyż Walecznych (trzykrotnie, 1922[10])
- Złoty Krzyż Zasługi (29 kwietnia 1925)[11][9]
- Medal Pamiątkowy za Wojnę 1918–1921[12]
- Medal Dziesięciolecia Odzyskanej Niepodległości[12]
- Medal Zwycięstwa („Médaille Interalliée”)[3]